# AfriMusic Song Festival
Het AfriMusic Song Festival is een Afrikaans songfestival geïnspireerd door het Eurovisiesongfestival. Het festival wordt jaarlijks georganiseerd. De eerste editie vond plaats in 2018, waar Symphony uit Swaziland won. De eerste drie edities werden online gehouden. In de toekomst wordt er gekeken naar een evenement dat live op tv zal worden uitgezonden en die het winnende land van het jaar voordien moet organiseren.

## Format
Bij de lancering van het evenement beloofden de organisatoren dat het "een prachtige integratie zou zijn van muziekstijlen, culturen en etniciteiten die de diversiteit en variërende stijlen binnen het Afrikaanse continent weerspiegelen" en om "een platform zou bieden aan nieuwe artiesten."
Het festival kan worden opgedeeld in vijf fasen. De eerste fase is de registratie. Artiesten kunnen zich hier registreren op de website. Daarna in volgende fasen zullen de nummers worden bekendgemaakt. De laatste fase is de show zelf. Hier kunnen alle Afrikanen stemmen op hun favoriete act door middel van SMS. Ook is er, net zoals op het Eurovisiesongfestival, een jury.

## Aantal overwinningen
In 2018 won Swaziland de eerste editie. Zuid-Afrika was de tweede winnaar. Nigeria won de editie in 2020.
| Plaats | Land        | Overwinningen | Organisaties |
| ------ | ----------- | ------------- | ------------ |
| 1      | Swaziland   | 1 (2018)      | 0            |
| 1      | Nigeria     | 1 (2020)      | 0            |
| 1      | Zuid-Afrika | 1 (2019)      | 0            |

## Deelnemende landen
De inzendingen die in aanmerking komen zijn originele nummers die niet commercieel zijn uitgebracht of gepubliceerd zijn. Het lied mag maximum 4,5 minuten duren. De artiest moet ten minste 18 jaar oud zijn en een burger of permanente inwoner zijn van het deelnemende land (een van de 54 soevereine landen van Afrika) of gedeeltelijk erkende gebieden zoals de Westelijke Sahara.

## Edities
| Jaar | Winnende land | Artiest              | Lied            | Aantal acts | Datum finale           | Locatie         | Plaats          |
| ---- | ------------- | -------------------- | --------------- | ----------- | ---------------------- | --------------- | --------------- |
| 2018 | Swaziland     | Symphony             | Sengikhona      | 19          | 15-29 maart 2018       | Online          | Online          |
| 2019 | Zuid-Afrika   | Nonzwakazi           | Phakama Mbokodo | 20          | 29 maart-12 april 2019 | Online          | Online          |
| 2020 | Nigeria       | Dhortune ThatOndoBoy | Yemi            | 20          | 10-27 april 2020       | Online          | Online          |
| 2021 |               |                      |                 |             | 2021                   | Nog niet bekend | Nog niet bekend |